# Curtly Ambrose
Sir Curtly Elconn Lynwall Ambrose KCN (* 21. September 1963 in Swetes, Antigua und Barbuda) ist ein ehemaliger west-indischer Cricketspieler. Er war einer der erfolgreichsten Bowler im internationalen Cricket.

## Kindheit und Ausbildung
Ambrose wuchs in Antigua auf. Er bevorzugte in der Jugend Basketball und überlegte dafür in die USA umzusiedeln. Mit 17 Jahren kam er mit Cricket in Kontakt, zunächst über Beach-Cricket und dem Umpiring für sein Parish. Im ersten Job arbeitete er in einem Bekleidungsgeschäft. Da ihm das nicht männlich genug erschien, wechselte er und arbeitete als Tischler.

## Zeit als Aktiver

### Der schnelle Aufstieg zum Test-Cricketer
Das ernsthafte Cricketspielen begann er erst mit 21 Jahren. In der Saison 1985/86 begann er für die Leeward Islands im Shell Shield zu spielen. Im Sommer 1986 spielte er mit Hilfe eines Stipendiums von Viv Richards im englischen Club-Cricket. Ein Jahr Später nahm er für den Heywood Cricket Club an der Central Lancashire League teil. In der Saison 1987/88 spielte er eine volle Saison für die Leewards Islands und stellte mit 35 Wickets einen Rekord auf. Sein Nationalmannschafts-Debut hatte er auf der Tour gegen Pakistan in der Saison 1987/88. In seinem ersten One-Day International konnte er 4 Wickets für 39 Runs erzielen und dies im zweiten mit 4 Wickets für 35 Runs bestätigen. Ebenfalls auf der Tour gab er sein Test-Debüt in Georgetown.
Im Sommer 1988 nahm er an der Tour nach England teil. In den ODIs konnte er nicht überzeugen, jedoch konnte er schon im ersten Test 4 Wickets für 53 Runs erzielen. Im vierten Test konnte er dann mit 4 Wickets für 58 Runs im ersten Innings und 3 Wickets für 40 Runs seine erste Auszeichnung als Spieler des Spiels erringen. Beim im Oktober stattfindenden Champions Trophy 1988/89, einem Drei-Nationen-Turnier gegen Pakistan und Indien, konnte er im Finale gegen Pakistan mit 4 Wickets für 29 Runs die entscheidenden Wickets erzielen, so dass die West Indies das Turnier mit 11 Runs gewannen und Ambrose zum Spieler des Spiels ernannt wurde. Im Monat darauf stand die Tour in Australien an. Im ersten Test gelangen ihm Bowling-Leistungen von 3/30 und 3/78, und er erhielt die Auszeichnung als Spieler des Spiels. Seine beste Bowling-Leistung erzielte er mit 5 Wickets für 72 Runs im ersten Innings des zweiten Test. Als sechster Spieler musste Geoff Lawson in diesem Innings aufgeben, nachdem Ambrose ihm mit einem hoch aufspringenden Ball den Kiefer Brach und dieser auf einer Trage vom Feld getragen werden musste. Trotz des Sieges erhielt er nicht die Auszeichnung als Spieler des Spiels, da der australische Bowler Merv Hughes in dem Spiel 13 Wickets erzielte. Im dritten Test war er im ersten Innings mit 44 Runs der zweitbeste Batsman seiner Mannschaft und konnte mit 4 Wickets für 60 Runs Australien kontrollieren. Für diese Leistungen wurde er als Spieler des Spiels und am Ende der fünf Spiele-Serie für seine Leistungen als Spieler der Serie ausgezeichnet. Im parallel stattfindenden Drei-Nationen-Turnier mit Pakistan und Australien, konnte er in der Vorrunde und der Finalserie jeweils ein five-for erzielen (5/17 und 5/26). Diese Phase zwischen April und Dezember 1988 war der Höhepunkt der Bowling-Kombination zwischen Ambrose, Courtney Walsh und Malcolm Marshall, die in zehn Tests in dieser Zeit, die sie zusammen spielten, acht gewinnen konnten.

### Auf dem Weg zur ersten Weltmeisterschaft
In der folge hatte er eine schwächere Phase. Auf der folgenden Tour gegen Indien hatte er mit Krankheiten und Ermüdungen zu kämpfen und konnte den Erwartungen nicht gerecht werden. Im Sommer 1989 absolvierte er dann seine erste von sieben Saisons für Northamptonshire im englischen County-Cricket. In den folgenden Mehr-Nationen-Turnieren zum Beginn der Saison 1989/90 konnte er nur mäßige Leistungen zeigen, was sich erst wieder ändete, als im Frühjahr 1990 England in die West Indies kam. Im ersten Test konnte er 4 Wickets für 59 Runs erzielen. Anstatt des zweiten Tests wurde auf Grund von Regenfällen ein ODI gespielt in dem ihm 4 Wickets für 18 Runs gelangen. Höhepunkt seiner Leistungen war das zweite Innings im vierten Test, in dem er mit 8 Wickets für 45 Runs das beste Bowling-Ergebnis seiner Karriere erzielte und als Spieler des Spiels ausgezeichnet wurde. Im letzten Test der Serie konnte er im zweiten Innings noch einmal 4 Wickets 22 Runs erzielen, eine Leistung die den Innings-Sieg und damit den Gewinn der Serie sicherte und ihm die Auszeichnung als Spieler der Serie einbrachte.
In der Saison 1990/91 konnte er zwei gute Leistungen erbringen. In Pakistan gelangen ihm im dritten Test 5 Wickets für 35 Runs erzielte und im ersten Innings zusammen mit Ian Bishop, der ebenfalls 5 Wickets erzielte Pakistan auf 122 Runs begrenzen konnte. Dennoch endete das Spiel letztendlich, wie die Serie, im Remis. Im Frühjahr traf man daheim auf Australien und beim dritten Test in Port of Spain gelang ihm mit 53 Runs sein einziges Half Century seiner internationalen Karriere. Im Sommer 1991 kamen die West Indies nach England. Beim ersten Test in Headingley erzielte Ambrose 6 Wickets für 52 Runs im zweiten Innings, was aber nichts an der hohen Niederlage seines Teams änderte. Im dritten Test konnten seine 5 Wickets für 74 Runs im ersten Innings und 3 Wickets für 61 Runs im zweiten für einen Sieg der West Indies sorgen und er wurde zum Spieler des Spiels sowie am Ende der Fünf-Test-Serie zusammen mit Graham Gooch zum Spieler der Serie ausgezeichnet. Zu Beginn der Saison 1991/92 kam es zum Drei-Nationen-Turnier in den Vereinigten Arabischen Emiraten gegen Indien und Pakistan. Dort erzielte Ambrose in der Vorrunde gegen Pakistan 5 Wickets für 53 Runs. Auch die verbliebene Saison konzentrierte er und das Team sich auf ODIs.
Im Februar und März 1992 absolvierte Ambrose seine erste Weltmeisterschaft in Australien und Neuseeland. Seine besten Bowling-Ergebnisse hatte er mit 2 Wickets für 24 Runs jeweils gegen Sri Lanka und Indien. Da die West Indies vier Spiele verloren reichte dieses nicht die Vorrunde zu überstehen.

### Dominanz auf internationaler Bühne
Nach der Weltmeisterschaft kam Südafrika in die West Indies. Im einzigen Test der Tour im Kensington Oval konnte Ambrose mit 6 Wickets für 34 Runs im zweiten Innings zusammen mit Courtney Walsh die nach dem ersten Innings in Führung liegenden Südafrikaner schlagen. Für diese Leistung wurde er als Spieler des Spiels ausgezeichnet. Die Saison 1992/93 war dominiert von der Tour nach Australien. Schon im ersten Test konnte er 5 Wickets für 66 Runs erzielen und erzielte dabei sein 150. Test-Wicket. Nachdem der zweite Test verloren wurde, war im vierten Test Ambrose der entscheidende Spieler. Im ersten Innings erzielte er 6 Wickets für 74 Runs und im zweiten sicherte er mit 4 Wickets für 46 Runs den 1-Run-Sieg zum Serienausgleich. Folgerichtig wurde er zum Spieler des Spiels bestimmt. Im letzten Spiel der Serie dominierte Ambrose das erste Innings und begrenzte mit 7 Wickets für 25 Runs die Australier auf 119 Runs. Im zweiten Innings war es Ian Bishop der sechs Wickets erzielte und Ambrose steuerte zwei weitere hinzu. Das führte zu einem Inningssieg und damit dem Sieg der Serie. Auch hier wurde er als Spieler des Spiels ausgezeichnet und ebenso als Spieler der Serie. Bei dem parallel stattfindenden Drei-Nationen-Turnier gegen Australien und Pakistan konnte er im ersten Finale gegen den Gastgeber 5 Wickets für 32 Runs erzielen und im zweiten drei weitere Wickets hinzufügen. Auch dafür wurde er als Spieler des Turniers ausgezeichnet.
Im Frühjahr 1994 kam England in die West Indies für eine Tour über fünf Tests, wobei die West Indies den ersten Test hatten. Im zweiten Test im Bourda Cricket Ground hatte England mit einem Century von Mike Atherton einen guten Start, jedoch gelang es Ambrose mit 4 Wickets für 58 Runs und Kenny Benjamin mit drei weiteren Wickets den Schaden zu begrenzen. Nachdem die West Indies dann im eigenen Innings stark überlegen waren, waren es wieder Ambrose, dieses Mal mit 4 Wickets für 37 Runs, wobei das erste das Runlose Wicket von Atherton war, und Benjamin mit 4 Wickets, die England eine Innings-Niederlage einbrachten. Im dritten Test in Port of Spain lagen die West Indies, auch wenn Ambrose 5 Wickets für 60 Runs hinzu steuerte, nach dem ersten Innings zurück. Auch nachdem die West Indies wieder am Schlag gewesen waren, hatten sie keine überzeugende Führung aufbauen können, auch wenn sie mit 194 Runs höher ausfiel als zunächst erwartet. Dennoch war sich England des Sieges in der verbliebenen Zeit sicher und nachdem es zu Regenschauern kam, verblieben noch 15 Over am Ende des vierten Tages. Diese Zeit reichte jedoch für Ambrose England jegliche Chance zu nehmen. Er erzielte in diesem Spell 6 Wickets (insgesamt 6/24) und England beendete den Tag mit nur 40 Runs, aber acht verlorenen Wickets. Der Sieg am fünften Tag war dann nur noch Formsache als England nach 46 Runs all seine Wickets verloren hatte.

### Verletzungen und erste Serien-Niederlagen
Durch seine hohen Belastungen erlitt er im Sommer 1994 eine Schulterverletzung, die ihn über die Saison, als er für Northamptonshire spielte, begleitete. Die Situation verschlimmerte sich, und so wurde klar, dass er am Ende der Saison operiert werden musste. Daraufhin musste er die anstehende Tour in Indien absagen. Erst am Ende der Saison, als Australien in die West Indies kam, war er wieder einsatzbereit. Die West Indies hatten den ersten Test verloren und nach einem Remis im zweiten war es im dritten Test bei dem Ambrose überzeugen konnte. Nachdem Australien mehrere Wickets verloren hatte, kam Steve Waugh an den Schlag. Auf dem Weg zum Lunch teilte ihm Kenny Benjamin mit, dass Waugh Ambrose hinter seinem Rücken verflucht hätte. Nachdem das Spiel wieder begonnen hatte, stellte Ambrose Waugh zur Rede, erhielt aber keine eindeutige Antwort. Daraufhin verlor Ambrose seine Fassung und entgegnete „Man, I will knock you out – here and now.“. Da musste er durch seinen Kapitän Richie Richardson weggezerrt werden um schlimmeres zu verhindern. Ambrose war durch diesen Vorfall so aufgeputscht, dass er 5 Wickets für 45 Runs im ersten und 4 Wickets für 20 Runs im zweiten Innings erzielte und als Spieler des Spiels ausgezeichnet wurde. Dennoch verloren die West Indies den letzten Test und so erstmals eine Test-Serie seit ihrer Niederlage 1980 gegen Neuseeland.
Im Sommer traf man in einer Sechs-Test-Serie auf England. Dort konnte er im zweiten Innings 4 Wickets für 70 Runs und im sechsten Test 5 Wickets für 96 Runs. Im Februar 1996 fand der Cricket World Cup 1996 statt. Im ersten Spiel gegen Simbabwe konnte er drei Wickets erzielen und bei den folgenden beiden Niederlagen gegen Indien und Kenia jeweils zwei. Die West indies überstanden knapp die Vorrunde und konnten auch das Viertelfinale gegen Südafrika überstehen. Im Halbfinale gegen Australien erzielte er 2 Wickets für 26 Runs, doch kollabierten die West Indies in ihrem Innings und auch Ambrose, der als Vorletzter ins Spiel kam, konnte die 5-Run-Niederlage nicht verhindern, als er nur 2 Runs erzielte.
Im Anschluss an die Weltmeisterschaft kam Neuseeland in die West Indies. Im ersten ODI konnte er 4 Wickets für 36 Runs erzielen und sein team gewann mit einem Wicket und die Serie 3–2. In der Test-Serie war der zweite Test bei dem Ambrose hervorstach, als er im ersten Innings 5 Wickets für 68 Runs erzielte. Seine zwei Wickets im zweiten Innings reichten nicht um das Spiel vor dem Remis zu bewahren. Zu Beginn der Saison 1996/97 reisten die West Indies nach Australien für eine Test-Serie. Die ersten beiden Tests waren verloren worden und so stemmten die West Indies abermals gegen eine Serien-Niederlage. Ambrose griff von Beginn an an und erzielte im ersten Innings 5 Wickets für 55 Runs. Im zweiten konnte er mit 4 Wickets für 17 Runs, trotz einer Oberschenkelzerrung den Sieg seines Teams sichern und wurde Spieler des Spiels. Vor dem vierten Test musste er kurzfristig dann Verletzt absagen und so verloren die West Indies das Spiel und die Serie. Im letzten test der Serie konnte er mit 5 Wickets für 43 Runs abermals ein Five-for erzielen und wurde wieder zum Spieler des Spiels ausgezeichnet.

### Bis zum Karriereende
Die West Indies hatten zu diesem Zeitpunkt ihre Dominanz im Test-Cricket verloren. Gegen Indien konnte Ambrose im zweiten Test 5 Wickets für 87 Runs erzielen. Insgesamt kam nur ein Spiel zu einem Ergebnis und die West Indies gewannen dieses knapp mit 38 Runs. In der anschließenden ODI-Serie erzielte er im ersten Spiel 4 Wickets für 36 Runs und leitete so den Sieg ein. Im Sommer 1997 kam Sri Lanka für eine Tour in die West Indies. Im ersten Test konnte er im ersten Innings 5 Wickets für 37 Runs erzielen, bevor er im zweiten 3 Wickets für 41 Runs hinzufügte und so das Spiel entschied. Er wurde als Spieler des Spiels ausgezeichnet. Bei der Tour in Pakistan zu Beginn der Saison 1997/98 konnte er zusammen mit Walsh und Bishop nur wenig ausrichten und so verlor man alle drei Spiele, zwei davon mit einer Niederlage über ein Innings. Als England zum Ende der Saison wieder in die West Indies kam musste der erste Test in Kingston abgebrochen werden, da Ambrose and Walsh auf einem Pitch der nicht dem Standard entsprach zu gefährlich waren. Im zweiten Test konnte Ambrose mit Bowling-Leistungen von 3/23 und 5/52 England entscheidend schwächen und so wurde das Spiel gewonnen. Im dritten Test erzielte er ebenfalls acht Wickets (5/25 und 3/62), jedoch reichte dieses nicht um England zu schlagen. In den verbliebenen Spielen konnten sich die West Indies den Seriengewinn sichern und Ambrose wurde als Spieler der Serie ausgezeichnet.
Am ICC KnockOut 1998 nahm er nicht teil, da er sich um die Reparatur seines Hauses in Antigua kümmern wollte, dass durch Hurricane Georges beschädigt worden war. In der weiteren Saison 1998/99 hatte er zwei hervorgehobene Leistungen. In Südafrika gelang es ihm im zweiten Test 6 Wickets für 51 Runs zu erzielen, aber auch dieses reichte nicht eine Niederlage bei der Tour zu verhindern. Gegen Australien konnte er im vierten Test 5/94 und 3/55 erzielen, was aber nicht zum Gewinn des Spiels und damit nur zum Unentschieden in der Serie reichte. Beim Cricket World Cup 1999 waren 3 Wickets für 31 Runs gegen Australien die beste Leistung, jedoch verlor man auch dieses Vorrundenspiel und schied so aus dem Turnier nach der ersten Runde aus.
Seine letzte Auszeichnung als Spieler des Spiels erhielt er gegen Simbabwe am Ende der Saison 1999/2000. Mit einer Bowling-Leistung von 4/42 und 3/8 konnte er das Spiel maßgeblich entscheiden und damit Spiel und auch Serie für die West Indies gewinnen. Zu Beginn des Sommers 2000 verkündete er, dass die anstehende Tour in England seine letzte sein würde. Im zweiten (4/30), dritten (4/70) und vierten Test (4/42) der Serie erzielte er Innings mit jeweils vier Wickets und überschritt damit die 400-Test-Wicket-Grenze. Dennoch reichten diese Leistungen nicht um eines dieser Spiele zu gewinnen. Damit beendete er seine Karriere mit 405 Wickets in 98 Tests und einem Wicket-Average von unter 21 sowie 176 ODIs mit 225 Wickets mit einem Wicket-Average von 24,12 und einer Economy Rate von 3,48.

## Nach der aktiven Karriere
Ambrose, der während seiner Karriere fast alle Medieninterviews ablehnte und 1991 den Spruch prägte „Curtly talks to no one“, gab auch in der Folge nur wenige Interviews. So äußerte er sich zu vielen Karriereschritten erst 15 Jahre nach seinem Rücktritt. Er widmete sich der Musik, spielte zusammen mit Richie Richardson in der Band Big Bad Dread and the Baldhead. In 2011 wurde er in die Cricket Hall of Fame aufgenommen. Von 2013 bis 2016 war er Bowling Coach bei den West Indies und betreute das Team, als es den ICC World Twenty20 2016 gewann. Auch arbeitete er in dieser Rolle im regionalen Cricket der West Indies.

## Spielstil
Ambrose sticht durch seine Größe von 2,01 m hervor, wodurch er besondere Winkel erreichen konnte. Des Weiteren konnte er durch ein besonders flexibles Handgelenk durch dessen Umklappen beim Abwurf eine besondere Geschwindigkeit mit dem Ball erzielen. Hinzu kam seine Genauigkeit, mit der er Yorker bowlte sorgte dafür, dass er neben der Gefährlichkeit für Wickets auch die Run Rate seiner Gegner niedrig halten konnte.

## Einordnung
Ambrose kam in das Team, nachdem Michael Holding und Joel Garner fast gleichzeitig dieses verlassen hatten. In dessen Folge waren es zunächst Ambrose, Walsh und Marshall und dann Ambrose, Walsh und Ian Bishop, die das Fast bowling der West Indies dominierten und so eine Phase der Dominanz zwischen 1979 und den späten 1990er Jahren für die West Indies schufen. Ab 1997, auch nachdem Bishop auf Grund von Verletzungen kaum spielte, kam es zum Abfall des Erfolges der West Indies im Test-Cricket.